# Правотиці
Правотиці — село в окрузі Бановці-над-Бебравою Банськобистрицького краю Словаччини. Станом на грудень 2015 року в селі проживало 306 людей.

## Географія
Протікають річки Гидіна; Дендеш і Правотицький потік.

## Населення
| Рік:            | 1994. | 2004.    | 2014.   | 2024.    |
| --------------- | ----- | -------- | ------- | -------- |
| Кількість осіб: | 344   | 285      | 307     | 369      |
| Різниця:        |       | -17,15 % | +7,71 % | +20,19 % |

| Рік:            | 2023. | 2024.   |
| --------------- | ----- | ------- |
| Кількість осіб: | 366   | 369     |
| Різниця:        |       | +0,81 % |